# Carlos Costa
Carles ("Carlos") Costa Masferrer (Barcelona, 2 april 1968) is een voormalige Spaanse tennisser. Hij was professional van 1988 tot 1999.

## Palmares

#### Enkelspel
| Legenda                       | Legenda               |
| ----------------------------- | --------------------- |
| Grand Slam                    |                       |
| Olympische Spelen             |                       |
| tot 2009                      | vanaf 2009            |
| Tennis Masters Cup            | ATP Finals            |
| ATP Masters Series            | ATP Tour Masters 1000 |
| ATP International Series Gold | ATP Tour 500          |
| ATP International Series      | ATP Tour 250          |

| Nr.                  | Datum            | Toernooi         | Ondergrond | Tegenstander in finale | Score            | Details |
| -------------------- | ---------------- | ---------------- | ---------- | ---------------------- | ---------------- | ------- |
| Gewonnen finales     |                  |                  |            |                        |                  |         |
| 1.                   | 5 april 1992     | ATP Estoril      | Gravel     | Sergi Bruguera         | 4-6, 6-2, 6-2    | Details |
| 2.                   | 12 april 1992    | ATP Barcelona    | Gravel     | Magnus Gustafsson      | 6-4, 7-6(3), 6-4 | Details |
| 3.                   | 1 augustus 1993  | ATP Hilversum    | Gravel     | Magnus Gustafsson      | 6-1, 6-2, 6-3    | Details |
| 4.                   | 14 november 1993 | ATP Buenos Aires | Gravel     | Alberto Berasategui    | 3-6, 6-1, 6-4    | Details |
| 5.                   | 3 april 1994     | ATP Estoril      | Gravel     | Andrej Medvedev        | 4-6, 7-5, 6-4    | Details |
| 6.                   | 14 augustus 1994 | ATP San Marino   | Gravel     | Oliver Gross           | 6-1, 6-3         | Details |
| Verloren finales     |                  |                  |            |                        |                  |         |
| 1.                   | 3 mei 1992       | ATP Madrid       | Gravel     | Sergi Bruguera         | 6-7(6), 2-6, 2-6 | Details |
| 2.                   | 17 mei 1992      | ATP Rome         | Gravel     | Jim Courier            | 6-7(3), 0-6, 4-6 | Details |
| 3.                   | 28 februari 1993 | ATP Mexico-Stad  | Gravel     | Thomas Muster          | 2-6, 4-6         | Details |
| 4.                   | 10 april 1994    | ATP Barcelona    | Gravel     | Richard Krajicek       | 4-6, 6-7(6), 2-6 | Details |
| 5.                   | 18 juni 1995     | ATP Porto        | Gravel     | Alberto Berasategui    | 6-3, 3-6, 4-6    | Details |
| 6.                   | 27 augustus 1995 | ATP Umag         | Gravel     | Thomas Muster          | 6-3, 6-7(5), 4-6 | Details |
| 7.                   | 23 juni 1996     | ATP Bologna      | Gravel     | Alberto Berasategui    | 3-6, 4-6         | Details |
| Gewonnen challengers |                  |                  |            |                        |                  |         |
| 1.                   | 8 april 1990     | Zaragoza         |            |                        |                  |         |
| 2.                   | 8 september 1991 | Venetië          |            |                        |                  |         |
| 3.                   | 6 oktober 1991   | Siracusa         |            |                        |                  |         |
| 4.                   | 20 augustus 1995 | Graz             | Gravel     | Jiří Novák             | 6-4, 6-3         |         |
| 5.                   | 6 april 1997     | Barletta         |            |                        |                  |         |
| 6.                   | 12 oktober 1997  | Barcelona        |            |                        |                  |         |
| 7.                   | 23 augustus 1998 | Graz             | Gravel     | Albert Portas          | 7-5, 7-6         |         |

### Dubbelspel
| Nr.                           | Datum             | Toernooi         | Ondergrond | Partner             | Tegenstanders in finale            | Score         | Details |
| ----------------------------- | ----------------- | ---------------- | ---------- | ------------------- | ---------------------------------- | ------------- | ------- |
| Gewonnen finales heren dubbel |                   |                  |            |                     |                                    |               |         |
| 1.                            | 13 november 1988  | ATP Buenos Aires | Gravel     | Javier Sánchez      | Eduardo Bengoechea José Luis Clerc | 6-3, 3-6, 6-3 | Details |
| 2.                            | 17 september 1989 | ATP Madrid       | Gravel     | Tomás Carbonell     | Francisco Clavet Tomáš Šmíd        | 7-5, 6-3      | Details |
| 3.                            | 4 augustus 1991   | ATP San Marino   | Gravel     | Jordi Arrese        | Christian Miniussi Diego Perez     | 6-3, 3-6, 6-3 | Details |
| 4.                            | 2 mei 1993        | ATP Madrid       | Gravel     | Tomás Carbonell     | Luke Jensen Scott Melville         | 7-6, 6-2      | Details |
| 5.                            | 14 november 1993  | ATP Buenos Aires | Gravel     | Tomás Carbonell     | Sergio Casal Emilio Sánchez        | 6-4, 6-4      | Details |
| Verloren finales heren dubbel |                   |                  |            |                     |                                    |               |         |
| 1.                            | 30 september 1990 | ATP Palermo      | Gravel     | Horacio de la Peña  | Sergio Casal Emilio Sánchez        | 3-6, 4-6      | Details |
| 2.                            | 16 juni 1991      | ATP Florence     | Gravel     | Juan Carlos Baguena | Ola Jonsson Magnus Larsson         | 6-3, 1-6, 1-6 | Details |
| 3.                            | 3 mei 1992        | ATP Madrid       | Gravel     | Francisco Clavet    | Patrick Galbraith Patrick McEnroe  | 3-6, 2-6      | Details |

#### Prestatietabel grand slam, enkelspel
| Toernooi        | 1990 | 1991 | 1992 | 1993 | 1994 | 1995 | 1996 | 1997 | 1998 | 1999 |
| --------------- | ---- | ---- | ---- | ---- | ---- | ---- | ---- | ---- | ---- | ---- |
| Australian Open | –    | –    | –    | 3R   | –    | –    | 2R   | 1R   | 1R   | 1R   |
| Roland Garros   | –    | 3R   | 4R   | 4R   | 2R   | 3R   | 1R   | 2R   | 1R   | 1R   |
| Wimbledon       | 1R   | –    | 2R   | 2R   | 2R   | –    | 1R   | –    | –    | –    |
| US Open         | –    | –    | 4R   | 3R   | 3R   | –    | 1R   | 1R   | 1R   | –    |

#### Prestatietabel grand slam, dubbelspel
| Toernooi        | 1989 | 1990 | 1991 | 1992 | 1993 |
| --------------- | ---- | ---- | ---- | ---- | ---- |
| Australian Open | –    | –    | –    | –    | –    |
| Roland Garros   | KF   | 1R   | 2R   | 1R   | 3R   |
| Wimbledon       | –    | –    | –    | –    | –    |
| US Open         | –    | –    | –    | –    | –    |